# Bodmin
Bodmin (in lingua cornica Bosvenegh) è una città della Cornovaglia centrale (regione del Regno Unito), una delle più antiche nella contea e l'unico insediamento cornico di una certa grandezza ricordato nel tardo XI secolo nel Domesday Book.

## Origine del nome
Si è pensato che il suo nome venga dall'arcaica parola cornica "bod" (cioè "casa") e dalla contrazione di "menegh" (cioè "monaci"). Ciò farebbe presupporre l'esistenza di un antico insediamento monastico creato da San Guron, su cui sarebbe poi stata costruita la chiesa di San Petroc. Nel 590 vi fece tappa il monaco irlandese San Colombano prima di partire per il continente europeo.

## Storia
Bodmin ebbe un importante ruolo nel corso della storia britannica, specie nel XV e XVI secolo quando fu centro di partenza di tre importanti rivolte contro la corona inglese:
- quella del 1497 guidata da Michael An Gof e Thomas Flamank;
- un'altra, sempre del 1497, quando Perkin Warbeck cercò di usurpare il trono di Enrico VII;
- quella del 1549 contro la nuova fede protestante che re Edoardo VI stava cercando di imporre, cosa che i cattolicissimi abitanti di Cornovaglia non accettarono di buon grado.

## Amministrazione

### Gemellaggi
- Le Relecq-Kerhuon, Francia
- Bad Bederkesa, Germania
- Grass Valley (California), Stati Uniti